# دادگاه استیناف لسوتو
دادگاه استیناف لسوتو بالاترین مرجع قضایی در نظام حقوقی لسوتو است. این دادگاه تحت فصل دهم قانون اساسی ۱۹۶۶ تأسیس شد، اما تشکیل رسمی آن به موجب «قانون دادگاه استیناف» در سال ۱۹۷۸ صورت گرفت. این دادگاه صلاحیت رسیدگی به پرونده‌های با صلاحیت ابتدایی از دادگاه عالی را دارد، اما رسیدگی به درخواست‌های تجدیدنظر از احکام دادگاه عالی تنها در صورتی ممکن است که مجوز تجدیدنظر توسط قاضی مربوطه صادر شده باشد.